# Ô Y Lĩnh
Ô Y Lĩnh (chữ Hán giản thể: 乌伊岭区, chữ Hán phồn thể: 烏伊嶺區, âm Hán Việt: Ô Y Lĩnh khu) là một quận thuộc địa cấp thị Y Xuân, tỉnh Hắc Long Giang, Cộng hòa Nhân dân Trung Hoa. Quận Ô Y Lĩnh có diện tích 3162 km², dân số 30.000 người. Mã số bưu chính của Ô Y Lĩnh là 153038. Quận Ô Y Lĩnh được chia thành 1 nhai đạo biện sự xứ Ô Y Lĩnh.

## Khí hậu
| Dữ liệu khí hậu của Ô Y Lĩnh, elevation 405 m (1.329 ft), (1991–2020 normals) | Dữ liệu khí hậu của Ô Y Lĩnh, elevation 405 m (1.329 ft), (1991–2020 normals) | Dữ liệu khí hậu của Ô Y Lĩnh, elevation 405 m (1.329 ft), (1991–2020 normals) | Dữ liệu khí hậu của Ô Y Lĩnh, elevation 405 m (1.329 ft), (1991–2020 normals) | Dữ liệu khí hậu của Ô Y Lĩnh, elevation 405 m (1.329 ft), (1991–2020 normals) | Dữ liệu khí hậu của Ô Y Lĩnh, elevation 405 m (1.329 ft), (1991–2020 normals) | Dữ liệu khí hậu của Ô Y Lĩnh, elevation 405 m (1.329 ft), (1991–2020 normals) | Dữ liệu khí hậu của Ô Y Lĩnh, elevation 405 m (1.329 ft), (1991–2020 normals) | Dữ liệu khí hậu của Ô Y Lĩnh, elevation 405 m (1.329 ft), (1991–2020 normals) | Dữ liệu khí hậu của Ô Y Lĩnh, elevation 405 m (1.329 ft), (1991–2020 normals) | Dữ liệu khí hậu của Ô Y Lĩnh, elevation 405 m (1.329 ft), (1991–2020 normals) | Dữ liệu khí hậu của Ô Y Lĩnh, elevation 405 m (1.329 ft), (1991–2020 normals) | Dữ liệu khí hậu của Ô Y Lĩnh, elevation 405 m (1.329 ft), (1991–2020 normals) | Dữ liệu khí hậu của Ô Y Lĩnh, elevation 405 m (1.329 ft), (1991–2020 normals) |
| Tháng                                                                         | 1                                                                             | 2                                                                             | 3                                                                             | 4                                                                             | 5                                                                             | 6                                                                             | 7                                                                             | 8                                                                             | 9                                                                             | 10                                                                            | 11                                                                            | 12                                                                            | Năm                                                                           |
| ----------------------------------------------------------------------------- | ----------------------------------------------------------------------------- | ----------------------------------------------------------------------------- | ----------------------------------------------------------------------------- | ----------------------------------------------------------------------------- | ----------------------------------------------------------------------------- | ----------------------------------------------------------------------------- | ----------------------------------------------------------------------------- | ----------------------------------------------------------------------------- | ----------------------------------------------------------------------------- | ----------------------------------------------------------------------------- | ----------------------------------------------------------------------------- | ----------------------------------------------------------------------------- | ----------------------------------------------------------------------------- |
| Trung bình ngày tối đa °C (°F)                                                | −14.5 (5.9)                                                                   | −9.3 (15.3)                                                                   | −1.3 (29.7)                                                                   | 9.4 (48.9)                                                                    | 18.0 (64.4)                                                                   | 23.0 (73.4)                                                                   | 25.8 (78.4)                                                                   | 23.7 (74.7)                                                                   | 18.1 (64.6)                                                                   | 8.5 (47.3)                                                                    | −4.6 (23.7)                                                                   | −13.9 (7.0)                                                                   | 6.9 (44.4)                                                                    |
| Trung bình ngày °C (°F)                                                       | −22.5 (−8.5)                                                                  | −17.6 (0.3)                                                                   | −8.2 (17.2)                                                                   | 3.3 (37.9)                                                                    | 11.1 (52.0)                                                                   | 16.5 (61.7)                                                                   | 19.9 (67.8)                                                                   | 17.7 (63.9)                                                                   | 11.0 (51.8)                                                                   | 2.0 (35.6)                                                                    | −10.9 (12.4)                                                                  | −20.9 (−5.6)                                                                  | 0.1 (32.2)                                                                    |
| Tối thiểu trung bình ngày °C (°F)                                             | −29.5 (−21.1)                                                                 | −25.9 (−14.6)                                                                 | −16.3 (2.7)                                                                   | −3.7 (25.3)                                                                   | 3.2 (37.8)                                                                    | 9.2 (48.6)                                                                    | 13.7 (56.7)                                                                   | 11.8 (53.2)                                                                   | 4.3 (39.7)                                                                    | −4.2 (24.4)                                                                   | −17.1 (1.2)                                                                   | −27.3 (−17.1)                                                                 | −6.8 (19.7)                                                                   |
| Lượng Giáng thủy trung bình mm (inches)                                       | 6.0 (0.24)                                                                    | 5.6 (0.22)                                                                    | 13.4 (0.53)                                                                   | 28.8 (1.13)                                                                   | 61.1 (2.41)                                                                   | 101.7 (4.00)                                                                  | 148.0 (5.83)                                                                  | 124.8 (4.91)                                                                  | 61.7 (2.43)                                                                   | 29.7 (1.17)                                                                   | 14.0 (0.55)                                                                   | 10.7 (0.42)                                                                   | 605.5 (23.84)                                                                 |
| Số ngày giáng thủy trung bình (≥ 0.1 mm)                                      | 8.7                                                                           | 5.9                                                                           | 7.6                                                                           | 9.5                                                                           | 13.4                                                                          | 16.7                                                                          | 17.1                                                                          | 16.5                                                                          | 13.2                                                                          | 9.3                                                                           | 9.3                                                                           | 9.8                                                                           | 137                                                                           |
| Số ngày tuyết rơi trung bình                                                  | 10.6                                                                          | 7.8                                                                           | 10.1                                                                          | 7.4                                                                           | 0.8                                                                           | 0                                                                             | 0                                                                             | 0                                                                             | 0.3                                                                           | 6.3                                                                           | 11.4                                                                          | 12.7                                                                          | 67.4                                                                          |
| Độ ẩm tương đối trung bình (%)                                                | 72                                                                            | 67                                                                            | 62                                                                            | 56                                                                            | 61                                                                            | 76                                                                            | 81                                                                            | 84                                                                            | 76                                                                            | 66                                                                            | 71                                                                            | 75                                                                            | 71                                                                            |
| Số giờ nắng trung bình tháng                                                  | 159.7                                                                         | 197.2                                                                         | 235.4                                                                         | 217.2                                                                         | 233.4                                                                         | 225.4                                                                         | 218.3                                                                         | 212.1                                                                         | 199.6                                                                         | 176.3                                                                         | 144.7                                                                         | 132.7                                                                         | 2.352                                                                         |
| Phần trăm nắng có thể                                                         | 58                                                                            | 68                                                                            | 63                                                                            | 53                                                                            | 49                                                                            | 47                                                                            | 45                                                                            | 48                                                                            | 53                                                                            | 53                                                                            | 53                                                                            | 52                                                                            | 54                                                                            |
| Nguồn: China Meteorological Administration                                    |                                                                               |                                                                               |                                                                               |                                                                               |                                                                               |                                                                               |                                                                               |                                                                               |                                                                               |                                                                               |                                                                               |                                                                               |                                                                               |